# Daniel Maldonado Sánchez
Daniel Enrique Maldonado Sánchez, más conocido como Daniel Maldonado, es un escritor y poeta, vive en el norte de México, en la ciudad de Torreón (estado de Coahuila). Tiene libros de poemas en verso y en prosa poética. Escribe en revistas y periódicos locales, imparte talleres y clases de literatura.

## Biografía
Daniel Enrique Maldonado Sánchez. Escritor mexicano nacido en Torreón, Coahuila, en 1978. Autor de los poemarios Los otros males y Engranajes memoriales. Compiló el libro colectivo Las lenguas dementes (Torreón: DMC, 2003). Fue incluido en el libro colectivo de poesía Chants de pierre / Cantos de piedra, editado por la Alianza Francesa de Torreón y la Casa de la Poesía del Nort de Francia Pas-de-Calais.

## Obras

### Verso
- Los otros males. (DMC Torreón, 2001)
- Engranajes memoriales. (Historias de Entretén y Miento. Año 14. No. 134. Consejo Editorial del Estado de Coahuila, 2002)
- Las lenguas dementes Compilador y coautor. Poesía de catorce autores. (Dirección Municipal de Cultura de Torreón, 2004).
- El ejercicio de la tempestad. Siglo XXI, Escritores coahuilenses, quinta serie. (Universidad Autónoma de Coahuila, 2012).
- Serciana. Selección personal. Colección arena de poesía. (Secretaría de Cultura de Coahuila, 2015).

### Prosa
- Prosas fulanas (Instituto Coahuilense de Cultura, 2009).

### Antologías
- Cantos de Piedra / Chants de Pierre (Alianza Francesa de Torreón, julio 2005).
- Las voces del tranvía. Muestra poética de la Laguna (Dirección de Cultura de Torreón, 2007).
- Del silencio hacia la luz: Mapa poético de México, Vol. I (Ediciones Zur, Catársis Literaria El Drenaje, 2008).
- Coral para Enriqueta Ochoa. Poesía y prosa de escritores laguneros (Icocult Laguna, 2009 - Dirección Municipal de Cultura de Torreón, 2013).
- Vértigo de los Aires. Poesía iberoamericana 2009 (Asociación de escritores de México, A.C. 2009).
- Bosquejo de la noche. Colectivo NIT (Dirección Municipal de Cultura de Torreón, 2012).
- Poesía ahora. Nueva poesía coahuilense. (Editorial Atemporia / Coordinación de bibliotecas del estado de Coahuila, 2014).
- Las buenas obras que me hacen. Textos a, para y acerca de Saúl Rosales. (VV. AA. Edición de autor, 2016).